# Clifton (Afrique du Sud)
Clifton (anciennement Clifton-on-Sea) est une station balnéaire en faubourg de la ville du Cap en Afrique du Sud.
Clifton est un quartier résidentiel prisé et aisé du Cap dont les habitations nichées sur les falaises offrent des vues panoramiques sur l'océan Atlantique

## Démographie
Le quartier compte environ 507 résidents, principalement issu de la communauté blanche (78,11 %). Les noirs représentent 9,66 % des habitants tandis que les coloureds, population majoritaire au Cap, représentent 8,09 % des résidents
Les habitants sont à 71,99 % de langue maternelle anglaise, à 15,38 % de langue maternelle afrikaans et à 3,16 % de langue maternelle xhosa.
Durant l'apartheid, Clifton était une zone réservée aux blancs.

## Plages

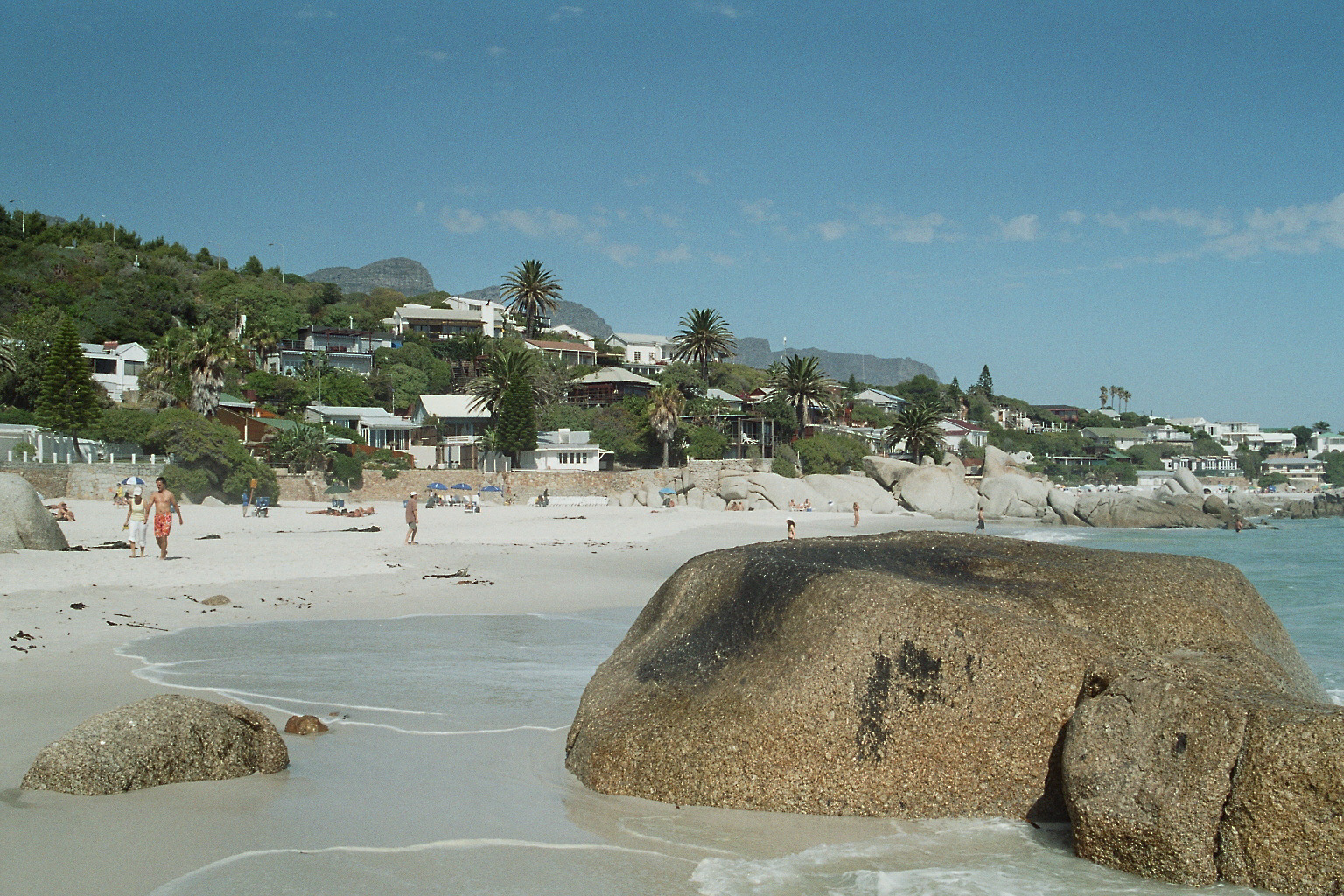
Plage de Clifton

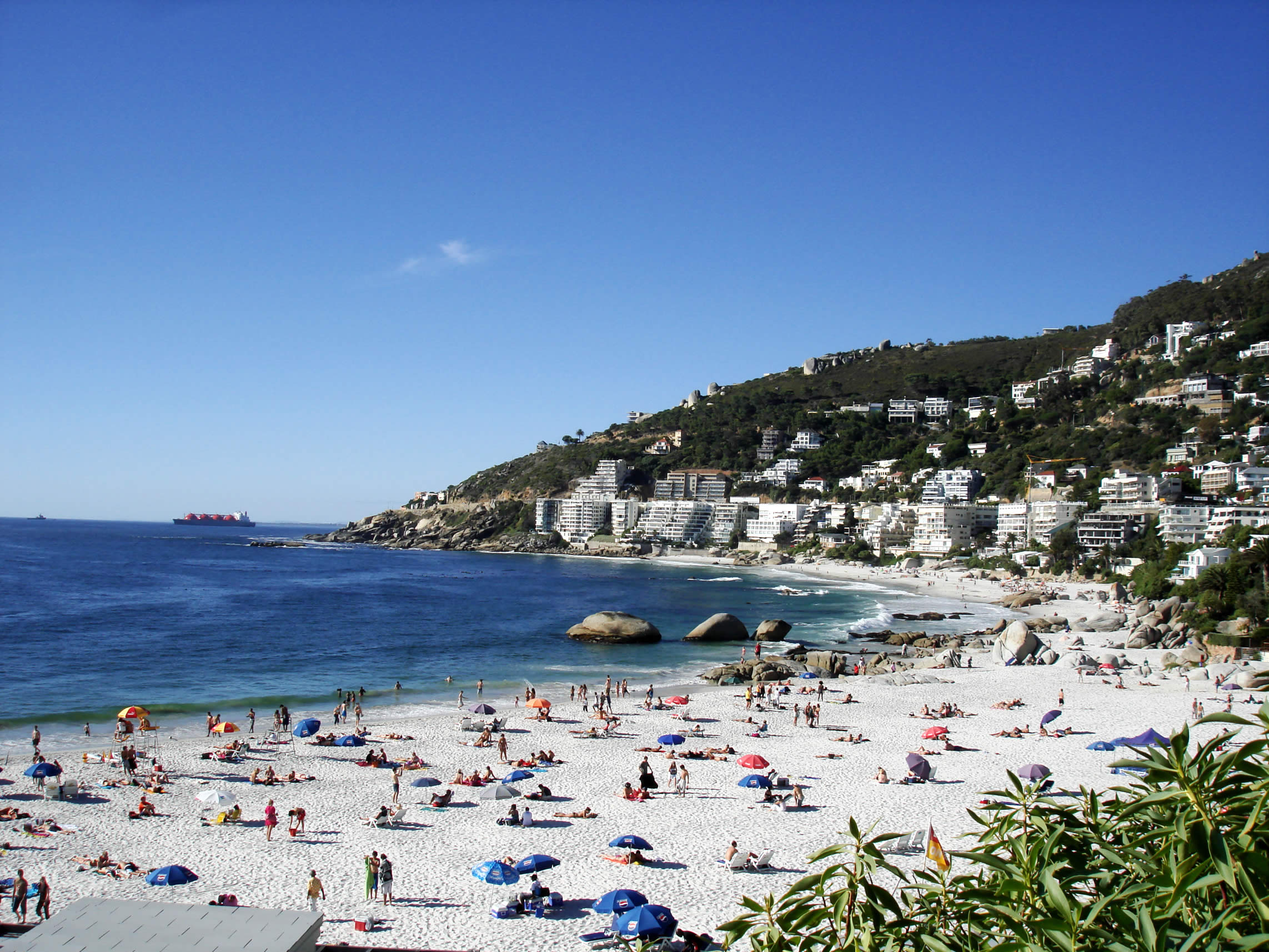
Fourth Beach

Clifton est très réputée pour ses quatre plages séparées les unes des autres par des blocs de granit. Elles sont nommées en chiffre de la première à la quatrième. 
La première plage, au nord, est la plus petite et attire une foule mélangée de gens du pays et les surfeurs. 
La deuxième plage est fréquentée par les étudiants qui peuvent y jouer au beach volley. 
La troisième plage est réputée être appréciée par les homosexuels. 
La quatrième plage, celle de Fourth Beach, est la plus appréciée par les familles. Elle est aussi la plus fréquentée et est la seule à être gratifiée du Blue Flag (respect de l'environnement). Ces quatre plages sont l'une des rares zones bien protégées du vent du sud-est. 

Une cinquième plage, située en fait avant la première plage, est appelée "Moïse Beach" (en raison des plantes de papyrus qui la borde). Elle apparaît et disparaît au gré des saisons et des marées. La température de l'eau varie de 12 à 16 °C.
Les attaques de requins sont rares. En 1942, le surfeur Johan Christian Bergh a été attaqué par un grand requin blanc de plusieurs mètres sur la quatrième plage. Son corps n'a jamais été retrouvé. En 1976, Jeff Spence (18 ans), a été attaqué par un requin de 3,5 mètres de long à 100 mètres du rivage de la quatrième plage. Il parvint à être secouru.

## Historique
En 1783, Clifton est appelé Schoenmakers Gat ou Cobblers Cave (cave des cordonniers) par les fermiers de la région parce qu'un vieux cordonnier vivait dans les grottes de Clifton et qu'il réparait les chaussures des agriculteurs en chemin vers Le Cap pour vendre leurs produits. Ce vieux cordonnier aurait été un déserteur de la Compagnie néerlandaise des Indes orientales. Il aurait été finalement interné au château du Cap.
Schoenmakers Gat changea encore plusieurs fois de nom avant d'être rebaptisé vers 1890 au nom de Mme Bessie Clifton, la seule hôtelière de la région. À partir de 1900, Clifton-on-Sea devint un lieu de vacances des habitants de la ville du Cap, notamment parce que ses plages étaient préservées du vent. De petites maisons en bois furent construites sur la plage. La petite taille des bungalows construits entre les secondes et quatrième plages résulte du fait que cet espace était aménagé par la ville du Cap pour les soldats qui avaient combattu lors de la Première Guerre mondiale. En 1923, il existe alors quatre-vingt maisons de plage à de Clifton-on-Sea. Il est néanmoins précisé que ces bungalows ne peuvent servir de résidence permanente et un arrêté municipal oblige les propriétaires à ne pas résider dans ces maisons durant l'hiver austral (juin, juillet et août). Cet arrêté fut finalement abrogé sous la pression de l'association des propriétaires de bungalow de Clifton.
Au fil des ans, Clifton-on-Sea, dorénavant appelé simplement Clifton, évolue pour devenir une station balnéaire réputée et connue comme une « Saint-Tropez sud-africaine ».
En 1984, les stations balnéaires de Clifton, Glen Beach et Bakoven sont inscrites au registre sud-africain des monuments nationaux permettant ainsi de stopper le bétonnage du rivage et le développement des complexes immobiliers au-delà de la première plage. Cette protection administrative permet à la troisième et à la quatrième de préserver une centaine de maisons de plages de caractère. Toutes ces maisons atteignent au début du XXIe siècle des prix très élevés sur le marché du logement, bien qu'elles ne soient atteignables que par un escalier et n'aient pas de garages pour la plupart.

## Politique
Clifton est un bastion politique de l'Alliance démocratique (DA) situé dans le ward 54 dont le conseiller municipal est, depuis 2016, Shayne Ramsay (DA). Ce ward recouvre également Sea Point, Fresnaye, Bantry Bay, Robben Island, Signal Hill, Bakoven, Camps Bay, Three Anchor Bay (partiellement) et Oudekraal.

## Récompenses
Discovery Travel Channel a classé Clifton dans son palmarès des 10 meilleures plages en 2003 et 2004. Les plages de Clifton ont également été récompensées du Pavillon Bleu. En 2005 et 2006, le magazine Forbes a classé Clifton au 8e rang des meilleures plages topless du monde.